# فريدريك جي. كلوسن
فريدريك جي. كلوسن (بالإنجليزية: Frederick G. Clausen)‏ هو مهندس معماري أمريكي، ولد في 1848 في إكرنفورده في ألمانيا، وتوفي في 1940.